# Frankenstein (film, 1994)
Frankenstein (v anglickém originále Frankenstein) je americký dramatický film z roku 1994. Režisérem filmu je Kenneth Branagh. Hlavní role ve filmu ztvárnili Robert De Niro, Kenneth Branagh, Tom Hulce, Helena Bonham Carter a Ian Holm.

## Ocenění
Film byl nominován na Oscara v kategorii nejlepší masky.

## Obsazení
| Robert De Niro       | monstrum            |
| Kenneth Branagh      | Victor Frankenstein |
| Tom Hulce            | Henry Clerval       |
| Helena Bonham Carter | Elizabeth           |
| Ian Holm             | Baron Frankenstein  |
| Rory Jennings        | mladý Viktor        |
| Hannah Taylor Gordon | mladá Elizabeth     |
| John Cleese          | profesor Waldman    |
| Aidan Quinn          | Robert Walton       |